# أنتوني كلارك (لاعب كرة الريشة)
أنتوني كلارك (بالإنجليزية: Anthony Ian Clark) هو لاعب كرة الريشة بريطاني، ولد في 1 نوفمبر 1977 في دربي في المملكة المتحدة.

## وصلات خارجية
- أنتوني كلارك على موقع BWF.tournamentsoftware.com (الإنجليزية)
- أنتوني كلارك على موقع BWFbadminton.com (الإنجليزية)
- أنتوني كلارك على موقع اللجنة الأولمبية الدولية (الإنجليزية)
- أنتوني كلارك على موقع أوليمبيديا (الإنجليزية)
- أنتوني كلارك على موقع اللجنة الأولمبية البريطانية (الإنجليزية)
- أنتوني كلارك على موقع اتحاد ألعاب الكومنولث (مؤرشف) (الإنجليزية)
- أنتوني كلارك على موقع اتحاد ألعاب الكومنولث (مؤرشف) (الإنجليزية)
- أنتوني كلارك على موقع دورة ألعاب الكومنولث 2006 (مؤرشف) (الإنجليزية)